# 隆背小沙丁魚
隆背小沙丁魚（学名：Sardinella gibbosa），又名隆背小沙丁、金带沙丁鱼、青鱗仔、鰮仔、沙丁魚、扁仔，為輻鰭魚綱鯡形目鯡科小沙丁魚屬的其中一種。

## 分布
本魚分布於印度西太平洋區，包括波斯灣、東非、日本、中国、韓國、密克羅尼西亞、巴布亞紐幾內亞等海域。

## 深度
水深0~20公尺。

## 特徵
本魚體適度細長。體高為標準體長24~30%。背鰭前之中央稜線兩側各有二縱列鱗片。腹鰭有8枚軟條。尾鰭後緣污黑色；背鰭基部起點處有一斑點。體側有一金色縱線。體長可達17公分。

## 生態
為暖水性中上層魚類，棲息於溫暖水域中。以濾食浮游性矽藻和橈腳類、介形類等浮游生物為主，攝食強度以傍晚最大。具有強烈趨光性，也因此漁民多利用燈光聚魚，以誘捕之。群游性、活動力強，常雜魚同科魚種中，共同禦敵。

## 經濟利用
為產量高的高價值經濟魚類，唯肉腥，適宜曬成魚乾或製成罐頭。